# Maltesiske første division
Maltesiske første division (engelsk: Maltese First Division) eller BOV First Division (efter sponsoren Bank of Valetta) er den næstbedste maltesiske fodboldrække, der blev etableret i 1909. 